# Mento
Mento – gatunek muzyczny wywodzący się bezpośrednio z folkloru Jamajki, będący prekursorem muzyki ska, a w dalszej kolejności – reggae; ze względu na zbliżoną charakterystykę często niepoprawnie utożsamiany z trynidadzko-tobagijskim calypso.

## Historia
Styl mento kształtował się od drugiej połowy XIX wieku. Choć na jego rozwój wpływ miały przede wszystkim przywiezione przez murzyńskich niewolników afrykańskie tradycje muzyczne, można się w nim doszukać także pewnych elementów muzyki europejskiej; wynika to m.in. z faktu, iż potrafiący posługiwać się instrumentami niewolnicy często byli zmuszani do gry dla swoich panów.
Wyróżnić należy dwie fazy rozwoju gatunku: okres mento klasycznego, granego niemal wyłącznie na terenach wiejskich, oraz powstałego z początkiem lat 20. XX wieku mento miejskiego. W pierwszym z nich, wiodącym instrumentem było banjo, służące zazwyczaj wykonywaniu partii solowych, podczas gdy rola gitary akustycznej ograniczała się do podtrzymywania rytmu. Funkcję zbyt drogiego i przede wszystkim niepraktycznego zestawu perkusyjnego pełniły różnego rodzaju bębny ręczne i marakasy. Wyrazistą linię basu, charakterystyczną także dla wszystkich późniejszych stylów w muzyce jamajskiej, uzyskiwano najczęściej przy pomocy marimbuli, będącej karaibską odmianą zanzy. Ważną rolę odgrywały również instrumenty dęte, tradycyjnie wykonywane własnoręcznie z pędów bambusa flet („bamboo flute”) i saksofon („bamboo sax”). Oprócz wymienionych, często można było usłyszeć takie instrumenty jak skrzypce, harmonijka ustna, czy też flażolet.
Nieco inną formę przybrało mento miejskie (określane niekiedy terminem „dance band mento”), na którego kształtowanie się duży wpływ wywarła rosnąca popularność na wyspie jazzowych big-bandów. Bambusowe i drewniane instrumenty domowej roboty zostały wówczas zastąpione przez profesjonalny sprzęt muzyczny. Zespoły chętnie rezygnowały z banjo na rzecz gitary elektrycznej, wprowadziły natomiast do swojego instrumentarium, wzorem jazzu, klarnet i fortepian. Od końca lat 40. zaobserwować można istotną zmianę w nazewnictwie gatunku, określanego odtąd coraz częściej jako „Jamaican calypso” (czasami również – „mento calypso”). Stanowiło to swego rodzaju chwyt marketingowy, mający na celu wykorzystanie fali popularności wywodzącego się z Trynidadu i Tobago calypso. Co więcej, większość jamajskich wykonawców przyjęło wówczas do swoich artystycznych pseudonimów specyficzny dla twórców calypso tytuł „Lord” lub „Count”; najważniejsi z nich to Lord Fly, Lord Flea, Lord Tanamo, Count Lasher oraz Count Owen. Natomiast najsłynniejszą formację stanowił założony przez producenta Ivana China Chin’s Calypso Sextet.
Szczyt popularności gatunku przypadł na lata 50. – dekada ta nazywana jest „złotą erą mento”. W grudniu 1951 roku Stanley Motta, przedsiębiorca zajmujący się handlem częściami elektronicznymi, otworzył pierwsze na Jamajce studio nagraniowe, Motta’s Recording Studio. Niedługo potem zarejestrował w nim pierwsze w historii jamajskiego przemysłu muzycznego nagranie – singel wspomnianego Lorda Fly, przy akompaniamencie Orkiestry Dana Williamsa (strona A: „Medley of Jamaican Mento-Calypsos”, strona B: „Whai, Whai, Whai”). Z początkiem lat 60. mento-calypso dość gwałtownie straciło na popularności, przede wszystkim w wyniku nagłej fascynacji jamajskich słuchaczy zaprezentowanym po raz pierwszy w radiu amerykańskim R&B oraz związanym z tym nadejściem ery muzyki ska. Mimo to, niektóre zespoły istnieją do dziś, ciesząc się dość szerokim gronem fanów na całym świecie; najlepszy tego przykład stanowić może grupa The Jolly Boys, aktywna niemal nieprzerwanie od roku 1955 po dziś dzień.
Oryginalne winyle z mento-calypso lat 50., pochodzące w ogromnej większości ze studia Motty, są dziś praktycznie nie do nabycia. W ostatnich latach ukazało się natomiast kilka albumów, kompilujących cyfrowo zremasterowane nagrania na płytach CD:
- Boogu Yagga Gal (2001, Heritage Music Records) – pierwsza w historii składanka z muzyką mento, utwory z lat 50.
- Jamaica Mento: Authentic Recording (2003, Traditional Records) – składanka utworów z lat 50.
- Rookum Bine: Authentic Calypsos & Mentos (2003, K&K Records) – składanka utworów zarejestrowanych przez Kena Khouriego w Federal Studio, wydana przez jego syna Paula
- Mento Madness (2004, V2 Records) – składanka utworów zarejestrowanych w Motta’s Recording Studio w latach 1951–1956
- Chin’s Calypso Sextet (2004 – 2008) – siedmiopłytowa seria zawierająca w sumie ponad 100 utworów tytułowej formacji
- Dip & Fall Back: Classic Jamaican Mento (2006, Trojan Records) – dwupłytowa składanka utworów z różnych okresów
- Take Me To Jamaica (2006, Pressure Sounds Records) – składanka utworów z lat 1951–1958, wyprodukowanych przez Mottę, China oraz Khouriego
- Greetings From Jamaica (2010, Fremeaux Records) – dwupłytowa składanka utworów z lat 1951–1958, jak wyżej

## Charakterystyka
Mento jako muzyka ludowa niemal zawsze ma charakter taneczny, rozrywkowy. W jej brzmieniu odnaleźć można liczne podobieństwa do muzyki country (spotyka się nawet określenie „jamajskie country”). Teksty piosenek dotyczą najczęściej spraw życia codziennego, przedstawianych w humorystyczny sposób; niekiedy zawierają także podteksty erotyczne, w czym niektórzy upatrują korzeni stylu „slackness” we współczesnym jamajskim dancehallu. Ponadto, częstą praktyką było wykorzystywanie tych samych podkładów muzycznych przez wielu wokalistów, co znalazło swoje odzwierciedlenie także w muzyce reggae (por. riddim).

## Najważniejsi wykonawcy
- Alerth Bedasse
- Arthur Knibbs
- Carlton James
- Chin’s Calypso Sextet
- Count Lasher
- Count Owen
- Count Sticky
- Denzil Laing
- George Moxey’s Calypso Quintet
- Harold Richardson & The Ticklers
- Hubert Porter
- Lord Antics
- Lord Composer
- Lord Flea
- Lord Fly
- Lord Lebby
- Lord Messam
- Lord Power
- Lord Tanamo
- Naaman Lee
- Stanley Beckford & The Turbines
- Sugar Belly
- The Jolly Boys
- The Hiltonaires